# NGC 2591
NGC 2591 је спирална галаксија у сазвежђу Жирафа која се налази на NGC листи објеката дубоког неба.
Деклинација објекта је + 78° 1' 32" а ректасцензија 8h 37m 25,5s. Привидна величина (магнитуда) објекта NGC 2591 износи 12,2 а фотографска магнитуда 12,9. Налази се на удаљености од 21,047 милиона парсека од Сунца. NGC 2591 је још познат и под ознакама UGC 4472, MCG 13-7-1, CGCG 349-29, CGCG 350-1, IRAS 08307+7811, PGC 24231.